# أسيد (معلوماتية)
خصائص ACID هي أربعة خصائص يجب يجب توافرها في تعاملات قواعد البيانات.
1. الذرية
2. التناسق
3. العزل
4. الدوام

تتكون تعاملات قواعد البيانات من مجموعة من العمليات المفردة. مثال: عند تحويل مبلغ من حساب بنكي إلى آخر، يتم خصم المبلغ من حساب المصدر واضافته في الحساب المحول إليه. فهما عمليتان لكنهما معا تشكلات تعاملا واحدا.
و يعتبر توافر هذه الشروط أساسيا حتى يمكن اعتبار تعاملات قاعدة البيانات شيئا يمكن الوثوق به. أول من قام بطرح هذه الشروط هو العالم الشهير جيم غراي في أواخر الستينات  إلا أن التسمية ACID تعود إلى أندريه رويتر وثيو هيردر في عام 1983.

## الذرية
الذرية تعني ان تعملات قاعدة البيانات اما ان يتم تنفيذ جميع عملياتها بشكل كامل، أو لا يتم تنفيذ أي منها، بمعنى أنه لا مكان لحلول وسط. ففي مثال التحويل البنكي، إما ان تتم عمليتي الخصم والإيداع كلتاهما أو لا يتم أي منهما. أما ان يتم أحدهما ويفشل الآخر فينتج عنه خلل في صحة البيانات.

## الاتساق
و هو أن تظل قاعدة البيانات ملتزمة بقوانين تكامل البيانات (كما حددها مصمم قاعدة البيانات) بعد تنفيذ التعامل. مثلا: إذا كان مصمم قاعدة البيانات قد حدد الحد الأدنى للرصيد بمبلغ معين، يجب أن ترفض قاعدة البيانات أي تعامل قد ينتج عنه في النهاية إخلال بهذا القانون.

## العزل
و هو أن تتم التعاملات المختلفة بمعزل عن بعضها البعض. ويختص هذا الشرط بقواعد البيانات التي تقوم بإجراء عدة تعاملات متزامنة. مثلا: إذا قام العميل بالكشف عن رصيده أثناء إجراء تعامل التحويل يجب أن تمنحه قاعدة البيانات اما البيانات التي سبقت التحويل أو التي نتجت عنه (بفرض أنه تم بنجاح) لكن من الخطأ أن يحصل العميل على قراءة لبيانات يتم بتعديلها حاليا بواسطة تعامل معين ولم يتحدد مصيرها بعد (فربما لا يتم التعامل بنجاح في آخر الأمر).

## الدوام
و معناه أنه إذا حصل مستخدم قاعدة البيانات على نتيجة مفادها أن التعامل قد تم بنجاح، فإن ذلك يعني أن التعامل لن يتم الرجوع فيه مهما حدث، حتى في حالة حدوث أي أعطال لاحقة في قاعدة البيانات.

## وصلات داخلية
- قواعد البيانات
- معلوماتية

## روابط خارجية
- التسمية